# Meszesszentgyörgy

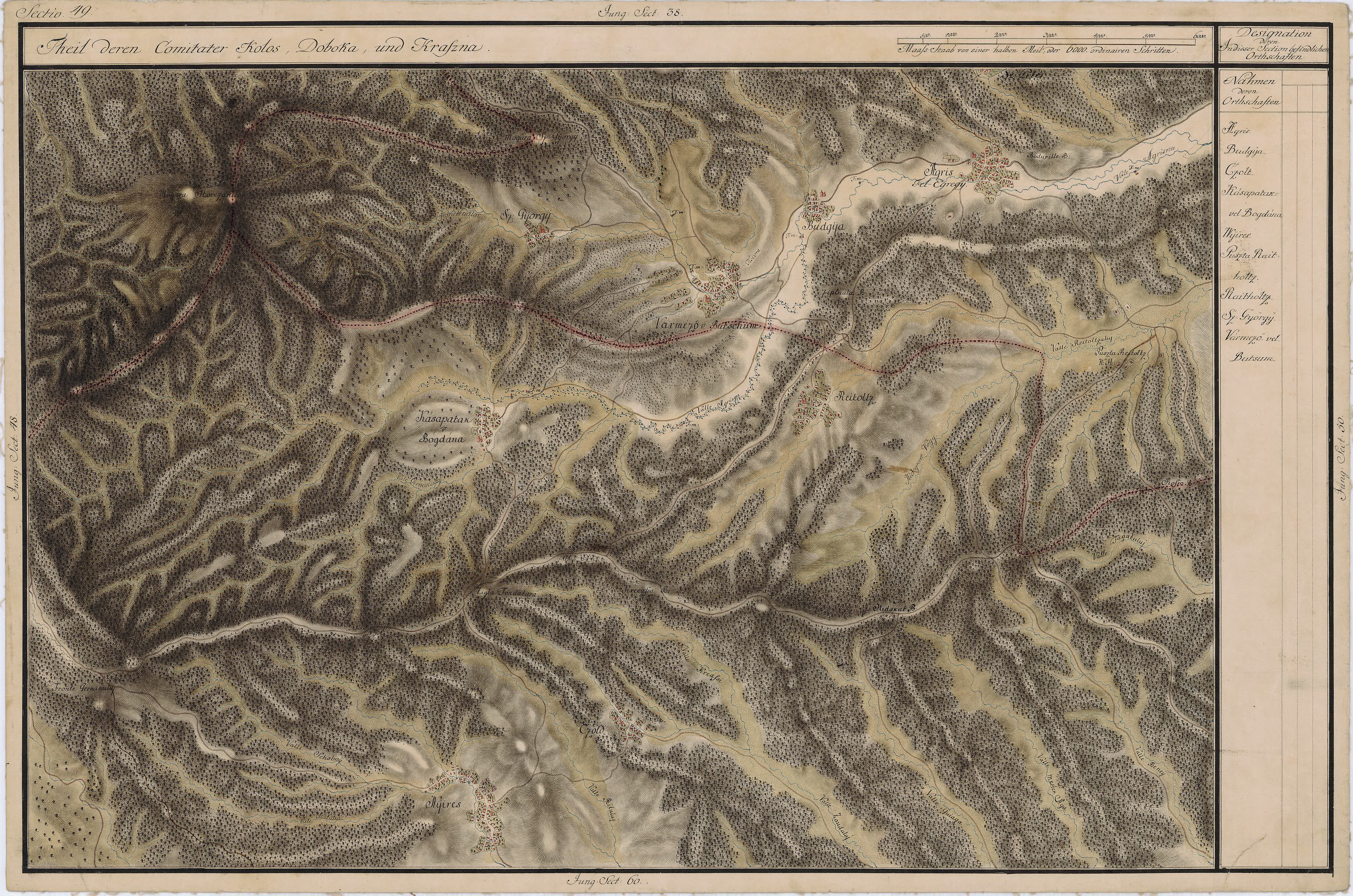
Meszesszentgyörgy környéke 1769-1773 között

Meszesszentgyörgy település Romániában, Szilágy megyében.

## Fekvése
Szilágy megyében, Zilahtól délre, a Meszes-hegység keleti lejtőjén, Vármező és Kásapatak közt fekvő település.

## Nevének eredete
Neve előtagját a Meszes-hegységről vette, melynek nyugatról keletre nyúló völgyében épült a falu. Nevének utótagját pedig az egykor a Meszes-hegység lankás oldalán álló kolostor Szent György tiszteletére szentelt templomának nevéről kapta.

## Története
Nevét az oklevelek 1453-ban említették először Zenthgerg, Zenthgeurgh, Zenthgeurg, Zenthgewrg néven.
1453-ban V. László király a kolozsmonostori konventtel Zenthgewrg faluba iktatta be Filpesi Albertet, kinek ősei már régóta birtokosok voltak itt.
1460-ban Dobokai János birtoka volt, aki Kusalyi Jakabfi Györgynek zálogosította el.
1467-ben Dobokai János hűtlensége miatt annak birtokát Mátyás király a Mindszenti fivéreknek: Jánosnak, Mátyásnak és Miklósnak adta.
1558-ban Izabella királyné adta adományul Bánfi Pál, Nyújtódi István, Tóth Mihály, Nagymihályi Anna és János, Kendi Katalin és Mihály, Szalánchi Dorottya és János és mindkét nembeli utódaik részére.
1672-ben Szepsi-Szent-Iványi Szentiványi Sámuel kapta meg.
1837-ben Béldi gróf özv. Vass grófné, Zombori, Simándi, Nyegrán nemesek.
1890-ben 764 lakosa volt, ebből 10 magyar, 742 oláh, 12 egyéb, melyből 4 római katolikus, 751 görögkatolikus, 3 görögkeleti, 6 izraelita. A házak száma ekkor 167 volt. 
Meszesszentgyörgy a trianoni békeszerződés előtt Szilágy vármegye Zilahi járásához tartozott.

## Nevezetességek
- Görögkatolikus fatemploma.